# Zeria neumanni
Espèce
Synonymes
- Solpuga parkinsoni neumanni Kraepelin, 1903

Zeria neumanni est une espèce de solifuges de la famille des Solpugidae.

## Distribution
Cette espèce est endémique de Somalie.

## Description
Le mâle décrit par Roewer en 1933 mesure 30 mm.

## Étymologie
Cette espèce est nommée en l'honneur d'Oskar Neumann.

## Publication originale
- Kraepelin, 1903 : Scorpione und Solifugen Nordost-Afrikas, gesammelt 1900 und 1901 von Carlo Freiherrn von Erlanger und Oscar Neumann. Zoologische Jahrbücher, Abtheilung für Systematik, vol. 18, no 4/5, p. 557–578 (texte intégral).